# Adenomus
Az  Adenomus a kétéltűek (Amphibia) osztályába, a békák (Anura) rendjébe és a varangyfélék (Bufonidae) családjába tartozó nem.

## Előfordulásuk
Csak Srí Lanka szigetén honosak az ide tartozó fajok.

## Rendszerezés
A nembe az alábbi 3 faj tartozik
- Adenomus dasi
- Adenomus kandianus - kihalt
- Adenomus kelaartii